# Melissa Carlton
Pour les articles homonymes, voir Carlton.
Melissa Paula Carlton, née le 8 mai 1978 à Pietermaritzburg (Afrique du Sud), est une nageuse handisport australienne.

## Biographie

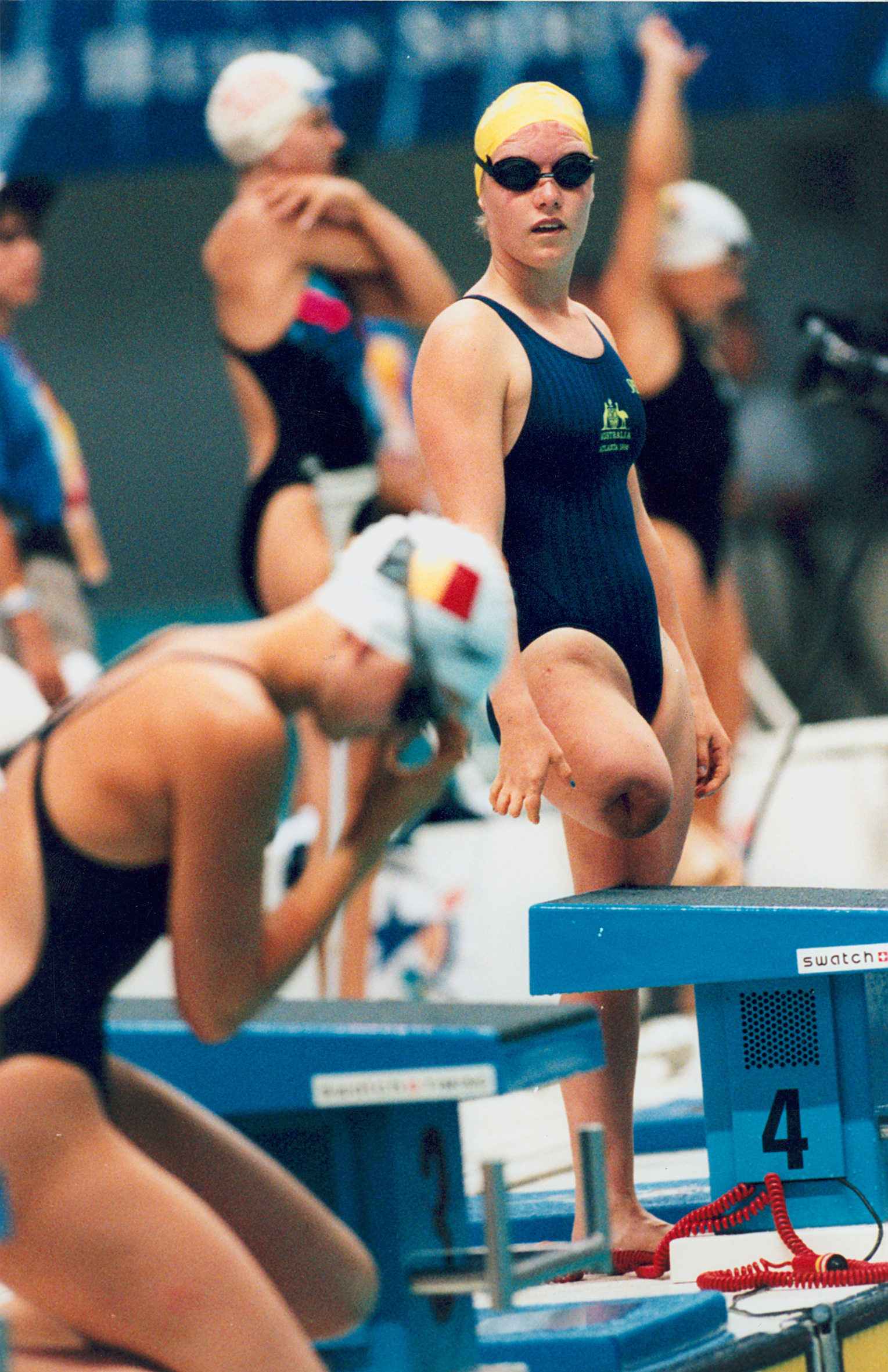
Melissa Carlton aux Jeux paralympiques d'été de 1996

Née en Afrique du Sud, Melissa Carlton et sa famille quittent le pays en 1986 pour s'installer en Australie.
Elle concourt au niveau international pour l'Australie dès 1994, dans la catégorie S9 (nageurs de nage libre, dos ou papillon avec un sévère handicap à un membre) remportant la médaille d'or sur 100 mètres nage libre aux Jeux du Commonwealth de 1994.
Aux Jeux paralympiques d'été de 1996, elle remporte deux médailles d'or (sur 400 mètres nage libre et en relais 4 x 100 mètres nage libre), deux médailles d'argent (sur 100 mètres nage libre et 100 mètres papillon) et une médaille de bronze sur 100 mètres dos.
Aux Jeux paralympiques d'été de 2000, elle remporte deux médailles d'argent (sur 100 mètres nage libre et 400 mètres nage libre) et deux médailles de bronze (en relais 4 x 100 mètres nage libre et en relais 4 x 100 mètres quatre nages).